# レッド (テレビドラマ)
『レッド』は、東海テレビ制作・フジテレビ系列で、2001年10月2日 - 12月28日に放送された、ハーレクイン小説が原作の昼ドラマである。

## 概要
生まれつき赤髪で、周囲からいじめられてきた少女が様々な困難に立ち向かいながら、自立した女性へと成長していく姿を描く。 主演の遊井亮子によるレイプシーンも話題になった。乳房全体の露出こそなかったものの、近年のTVドラマにない迫力あるものとなった。

## あらすじ
長野の田舎町に暮らす、生まれつき赤い髪を持つ少女・麻美は家族や学校でいじめられ続ける。そのいじめは麻美の兄にまで及び、不良グループに脅され麻美を犯すことを承諾してしまう。強姦された麻美は兄を責めるが、兄も家族も麻美の味方にはなってくれなかった。麻美は家を出て上京。東京で冬樹のデザイン事務所で働くことになり、デザイナーを志す。やがて冬樹と恋に落ちるが、麻美は忌まわしい過去が忘れられず、二人はしばらくして疎遠に…。

## キャスト
- 片瀬麻美：遊井亮子
- 日高冬樹：関口知宏
- 芹川直也：村井克行
- 日高雪：朝加真由美
- 芹川竜也：寺田農
- 吉沢京子
- 根岸大介
- 佐藤仁哉
- 鳳八千代
- 三浦リカ
- 一色采子
- 杉田成子：街田しおん
- 海部剛史
- 海野編集長：市川勉
- 金沢碧
- 麻生奈津子（現・あさいゆきの）

## 主題歌
- 『ひとつだけ』： 我那覇美奈 （フォーライフミュージックエンタテイメント） 品番：FLCF-7003

## スタッフ
- 原作：エリカ・スピンドラー 『レッド』
- 脚本：小森名津、田部俊行
- 演出：油谷誠至、藤木靖之、皆川智之
- プロデューサー：風岡大、大久保直実
- プロデューサー補：市野直親、若槻佐知子
- 音楽：椎名KAY太
- 制作：東海テレビ、ビデオフォーカス